# André Luís Brandão
André Luís Brandão foi ministro angolano dos Transportes de 1992 a 2008.